# Xã Whitley, Quận Crawford, Arkansas
Xã Whitley (tiếng Anh: Whitley Township) là một xã thuộc quận Crawford, tiểu bang Arkansas, Hoa Kỳ. Năm 2010, dân số của xã này là 1.224 người.